# Maurice Cammage
Maurice Cammage est un réalisateur et dialoguiste français, né le 6 février 1906 à Nîmes, et mort le 12 avril 1946 à Neuilly-sur-Seine.

## Filmographie
- 1932 : Vive la classe
- 1932 : Un beau jour de noces
- 1932 : La Terreur de la pampa (scénario et dialogues de José de Bérys)
- 1932 : Quand tu nous tiens, amour
- 1932 : Par habitude
- 1932 : Ordonnance malgré lui
- 1933 : Le Gros Lot ou La Veine d'Anatole
- 1933 : Le Coq du régiment
- 1934 : Une nuit de folies
- 1934 : La Caserne en folie
- 1934 : Les Bleus de la marine
- 1935 : Un soir de bombe
- 1935 : La Mariée du régiment
- 1936 : La Petite Dame du wagon-lit
- 1936 : Les Maris de ma femme
- 1936 : Prête-moi ta femme
- 1937 : Une femme qui se partage
- 1937 : Mon député et sa femme
- 1937 : La Belle de Montparnasse
- 1938 : L'Innocent
- 1938 : Vacances payées
- 1938 : Une de la cavalerie
- 1939 : Les Cinq Sous de Lavarède
- 1939 : Le Chasseur de chez Maxim's
- 1940 : Monsieur Hector
- 1941 : Un chapeau de paille d'Italie
- 1942 :  Guignol marionnette de France (court métrage)
- 1943 : Une vie de chien
- 1946 : L'Ennemi sans visage